# (3446) Combes
(3446) Combes es un asteroide perteneciente al cinturón de asteroides, descubierto el 12 de marzo de 1942 por Karl Wilhelm Reinmuth desde el Observatorio de Heidelberg-Königstuhl, Alemania.

## Designación y nombre
Designado provisionalmente como 1942 EB. Fue nombrado Combes en honor al astrónomo francés Michel - Alain Combes.